# Sementina
Sementina is een plaats en voormalige gemeente in het Zwitserse kanton Ticino en maakt deel uit van het district Bellinzona.
Sementina telt 2.878 inwoners.